# Brexit: The Movie
Brexit: The Movie é um documentário escrito e dirigido por Martin Durkin, defendendo a saída do Reino Unido da União Europeia, comumente chamada apenas como "Brexit" (uma siglonimização na língua inglesa, tendo como base "British" e "exit", respectivamente, "Britânico" e "saída").

## Produção
O filme contou com um orçamento inicial de £ 100 mil, através do financiamento coletivo de 1.500 doadores até o dia 26 de fevereiro de 2016. De acordo com o site oficial do filme, até o final da produção, o projeto tinha arrecado £ 300 mil, vindos de 1.800 contribuintes.

## Distribuição
O filme foi feito e disponibilizado para transmissão gratuita online no site de vídeos YouTube e Vimeo, em 12 de maio de 2016. No dia seguinte, o filme foi lançado no Odeon Leicester Square, em Londres.